# 히코네역
히코네역(일본어: 彦根駅, ひこねえき 히코네에키[*])은 일본 시가현 히코네시에 위치한 서일본 여객철도와 오미 철도의 역이다.

## 이용 가능한 철도 노선
- 서일본 여객철도 비와코 선
- 오미 철도 본선

JR 히코네 역은 어번 네트워크 구역에 속해 있기 때문에 이코카와 J스루 패스의 이용이 가능하다.

## 서일본 여객철도
상대식 승강장으로 2면 2선의 지상역이다. 교상에 역사가 있다. 1번 승강장과 2번 승강장 사이에 승강장과 연결되지 않는 독립된 선로 한 개가 존재해 있다. 2007년 3월 19일 새롭게 동쪽 출구가 개설되었다.
승강장 구성은 아래와 같다.
| 1 | ■ 비와코 선 (상행선) | 마이바라 · 나가하마 · 오가키 방면 |
| 2 | ■ 비와코 선 (하행선) | 구사쓰 · 교토 · 오사카 방면       |

운전 상에서 3번 선은 2번 승강장으로 분류되며 실제로 2번 선에 승강장은 없다. 일찍이 역 동쪽에 스미토모오사카 시멘트의 히코네 공장 (1996년 3월 폐쇄)이 있었기 때문에 오미 철도에도 스미토모오사카 시멘트나 기린맥주 등과 관련된 철도 화물 운송이 있었다. 그러한 화차의 취급을 위해 역 동쪽의 하행선에 접한 측선들이 있었다. (그 때문에 하행 방면은 제1장내, 제2장내 신호기를 가지고 있었다. 제1장내는 현재의 제1폐색신호기가 설치된 위치에 있었다.) 측선들은 모두 철거되어 현재 노반만이 남아있는 상태이다.
역의 하행 방향은 상하행 방면의 상호 회차선이 있었다. 이 회차선을 이용하여 이 역과 마이바라, 나가하마 등 고호쿠(湖北) 지구를 왕복하던 기동 열차가 설정되어있었다. 이 기동차 운행 계통은 태평양 전쟁 이전부터 운행되기 시작하여 일본국유철도 말기까지 계속 운전되었는데 히코네 연장 운행은 아침과 저녁에 각각 1회 왕복으로 이루어졌다.
1986년 11월 1일에 신쾌속의 히코네 시종착 열차가 설정되어 이 회차선을 이용하여 제자리 회차하게 되었다. 이때 상행 1번선에서 하행 출발신호기를 신설하였다. 1989년 3월 11일에는 신쾌속이 마이바라역까지 연장되어 회차선과 상행 승강장의 하행출발신호기가 모두 철거되었다. 2번선 (통과용 중선)은 다이아 혼란이 발생했을 시 화물열차와 회송열차 등의 대비푱으로 사용되고 있으며 상하행 어느쪽에서든 진출입이 가능하다.

### 오미 철도
섬식 승강장으로 1면 2선의 지상역이다. 근무 사원이 배치된 역으로 개찰구, 자동 발권기 1대가 존재한다. 자동 개찰기는 도입되어 있지 않다. 예전에는 국철 하행 홈 (현재 JR 히코네 역 2번 승강장)에 인접해 오미 철도의 상행 홈이 있는 상대식 승강장이었다가 고가화 당시 새로운 하행측 승강장이 정비되어 섬식 승강장이 되었다.
그 후 JR의 승강기 설치 공사에 맞추어 개찰이 분리되었다. 현재 사용하는 개찰구는 개찰 분리 전은 중간 개찰구로써 이용되어 온 것이었다.
차량기지가 인접해 있어 구식 전기 기관차 ED14, 구식 전동차 등이 다수 보존되어 있다. 히코네성 축성 400주년 마쓰리의 일환으로써 같은 마쓰리의 개최 기간 중의 주말 기간과 축일, 황금 휴일 기간 (4월 29일] ~ 5월 5일)에는 차량기지의 일부가 '오미 철도 뮤지엄'으로써 공개되어 호평을 받자 다음 해에 차량기지를 전면 공개하게 되었다.
덧붙여 스미토모 시멘트로의 전용 화물선이 1988년까지 있었다.
| 1 | ■ 본선 (하행) | 다가타이샤 앞 · 요카이치 · 오미하치만 · 기부카와 방면 |
| 2 | ■ 본선 (상행) | 도리이모토 · 마이바라 방면                            |

## 그 외
서일본 여객철도의 히코네 역은 제4회 긴키의 역 100선에 선정되었다. 1986년 11월 1일에 신쾌속이 아침과 저녁 시간대 이 역까지 연장 운행되었다. 상행 본선에서 회차하는 특이한 형태였다.
민영화 이후의 신쾌속은 1988년 3월 13일에 저녁 열차가 마이바라역까지 연장되었고, 1989년 3월 13일에 전 열차가 마이바라역까지 연장, 그 후에 직류화된 호쿠리쿠 본선의 운전 구간으로 최종 연장되었다. 이 역에서부터 나가하마역, 오미시오쓰역, 쓰루가역 방면은 각 역에 정차하게 된다. 다만 다카쓰키역 (출근 시간대에는 교토역) ~ 니사아카시 역 간의 쾌속이 이 역에서는 '보통'(普通)으로 운행되는 것에 대응해 신쾌속은 각역정차 구간에서도 '신쾌속'으로 표시된다.
오미 철도를 주행하는 전동차에 자전거를 싣는 경우 역 구조 관계 상 이 역에서는 내릴 수 없다. 2009년 4월 오미 철도에서는 이 역과 히코네구치 역 사이에 신역 히코네세리가와 역을 신설하여 이러한 문제를 해결하였다.

## 승차량 변동
- 오미 철도는 개별 역의 승차량 통계를 공개하지 않았다.

| 회사      | 승차 인원 | 승차 인원 | 승차 인원 | 승차 인원 | 승차 인원 | 승차 인원 | 승차 인원 | 승차 인원 | 주 석 |
| 회사      | 1993년    | 1994년    | 1995년    | 1996년    | 1997년    | 1998년    | 1999년    | 2000년    | 주 석 |
| --------- | --------- | --------- | --------- | --------- | --------- | --------- | --------- | --------- | ----- |
| JR 서일본 | 9847      | 9767      | 9802      | 9718      | 9493      | 9477      | 9358      | 9340      | [ 1 ] |
| 회사      | 2001년    | 2002년    | 2003년    | 2004년    | 2005년    | 2006년    | 2007년    | 2008년    |       |
| JR 서일본 | 9198      | 9050      | 9086      | 9261      | 9382      | 9767      | 10119     | 10339     | [ 1 ] |

## 역사
- 1889년 7월 1일: 관설철도 (도카이도 본선)의 역이 개업하였다. 이는 세키가하라역 ~ 제제역 구간의 개통과 함께 이루어졌다. 이와 함께, 화물 취급을 개시하였다.
- 1895년 4월 1일: 노선 명칭의 제정으로 도카이도 선 (1909년부터 도카이도 본선으로 변경)에 소속되었다.
- 1898년 6월 11일: 오미 철도 본선의 히코네 역 ~ 아이치가와 역 간이 개업하였다.
- 1931년 3월 15일: 오미 철도의 마이바라역 연장으로 중간역이 되었다.
- 1986년 11월 1일: 일본국유철도의 히코네 역 화물 취급 폐지.
- 1987년 4월 1일: 민영화로 국철역이 일본국유철도 소속에서 서일본 여객철도 소속으로 변경되었다.
- 1988년 3월 12일: 오미 철도 본선의 화물운송폐지에 수반해 일본화물철도와 오미 철도의 화물 연락 운송 또한 폐지되었다. 스미토모 시멘트 전용 화물선 또한 폐지된다.
- 2003년 11월 1일: 서일본 여객철도에서 이코카 사용 개시.
- 2007년 3월: 동쪽 출구 개방.
- 2009년 3월 29일: 동쪽 출구의 광장이 설치되었다.

## 인접정차역
| 서일본 여객철도 도카이도 본선 | 서일본 여객철도 도카이도 본선 | 서일본 여객철도 도카이도 본선 |
| ----------------------------- | ----------------------------- | ----------------------------- |
| 마이바라 나가하마 방면        | ■ 비와코 선 신쾌속            | 노토가와 히메지 방면          |
| 마이바라 나가하마 방면        | ■ 비와코 선 쾌속 · 보통       | 미나미히코네 히메지 방면      |
| 오미 철도 본선                |                               |                               |
| 도리이모토 마이바라 방면      | ■ 본선 쾌속                   | 요카이치 기부카와 방면        |
| 도리이모토 마이바라 방면      | ■ 본선 보통                   | 히코네세리가와 기부카와 방면  |